# Jan III. Švédský
Jan III. Švédský či Jan III. Vasa (20. prosinec 1537 – 17. listopad 1592, Stockholm) byl od roku 1568 až do své smrti králem švédským.

## Biografie

### Původ, mládí
Narodil se jako druhý syn švédského krále Gustava I. Vasy a nejstarší syn z osmi dětí, které králi porodila jeho druhá manželka Markéta Eriksdotter Leijonhufvud. Byl Gustavovým nejmilejším dítětem a otec údajně váhal, zda má trůn svěřit jeho staršímu bratrovi Eriku XIV. nebo Janovi. Svým synům předal různé švédské državy; Jan dostal 27. června roku 1556, ve svých 19 letech Finské vévodství a stal se jedním z nejmocnějších šlechticů ve Švédsku. Jeho ambice však byly větší - toužil stát se králem celého Švédska.
V roce 1561 ovládl Janův starší bratr, král Erik XIV., město Reval (dnešní Tallinn) a odtud započal dobývat Estonsko. Tím se postavil nejen zájmům Polska a Ruska, ale zájmům Jana, finského vévody, který rovněž hodlal rozšířit své panství. Jan se proti bratrovi vzbouřil a spojil se s Polskem, oženiv se s polskou princeznou Kateřinou Jagellonskou. Erik jeho vzpouru potlačil a obvinil ho z velezrady. Jan byl poté parlamentem odsouzen k trestu smrti. 12. srpna roku 1563 byl Janovi hrdelní trest zrušen a Erik se spokojil s jeho uvězněním. Ve vězení na hradě Gripsholm byl Jan i se svou manželkou držen do října roku 1567, kdy byl za ne zcela jasných okolností osvobozen; za jeho osvobozením stála patrně část šlechty, která měla v úmyslu svrhnout krále, u něhož se stále více projevovala duševní choroba. Jan se připojil znovu k opozici a ve spojení s částí šlechty a se svým mladším bratrem, vévodou Karlem, inicioval v zemi v červenci následujícího roku 1568 povstání. V září vzbouřenci pronikli do Stockholmu a 29. toho měsíce byl král Erik jat a uvězněn. V lednu následujícího roku 1569 jmenoval parlament Jana novým králem.
Jeho heslem bylo latinské „Deus protector noster“ (Bůh je naším ochráncem).

### Král
Krále Jana silně znepokojovalo, že v některých segmentech obyvatelstva sílilo volání po znovunastolení Erika na švédský trůn, a proto Erik v průběhu devíti let vystřídal celkem šest vězení z obav před možným jeho únikem; Jan neměl klidu, dokud Erik žil. Ten zemřel ve vězení na hradě Örbyhus 26. února 1577, pravděpodobně otráven arzenikem. Dokument podepsaný Janem III. a Bengtem Gyltem dával jeho strážcům právo otrávit ho při podezření na jakýkoli pokus o jeho osvobození. Pozdější analýzy Erikových ostatků přítomnost jedu prokázaly.
Jan byl nakloněn katolicismu, který v té době byl ve Švédsku velmi oslaben po reformách Janova otce Gustava I. Vasy, ale který nabíral nový dech po roztržkách, jež probíhaly mezi protestanty. Jan poskytl katolické církvi jistá práva, pokoušeje se dosáhnout sblížení mezi oběma vyznáními. Svého syna Zikmunda vychovával jako katolíka v naději, že se stane dědicem polské koruny. V roce 1587 byl Zikmund jmenován polským králem a Jan mohl vytvořit politickou alianci s tímto královstvím. Janovy katolické sympatie ovšem vyvolaly rozpory mezi částí šlechty a kléru a vyústily v roztržku s jeho bratrem Karlem.
V roce 1570 skončila Severská sedmiletá válka, kterou rozpoutal Erik XIV., vyvolav konflikt s Dánskem a Lübeckem. Jan však pokračoval v rozpínavé politice v oblasti Baltu a postavil se vojensky proti Rusku kvůli kontrole Estonska; v těchto válkách v letech 1572–1583 jeho velitelé dobyli mj. Narvu.
V roce 1589 roku se Jan pokusil stáhnout svého syna do Švédska. Jeho rozhodnutí zablokoval Riksdag; Jan, chtě zvrátiti tento rezultát, uzavřel smír s bratrem Karlem. Na druhé straně však, třebaže již smrtelně nemocen, rozdával úřady upláceje jimi aristokraty a vymáhaje na nich příslib, že po jeho smrti nepřipustí, aby Karel vládl v zemi.

### Smrt, nástupce
Zemřel na stockholmském hradě 17. listopadu roku 1592, zanechav zemi oslabenou jak válkami v zahraničí, tak vnitřními konflikty. Byl pochován v uppsalské katedrále.
Janovým následníkem se stal jeho syn Zikmund, čímž povstala polsko-švédská unie. Neměla však dlouhého trvání, opozice v čele s jeho strýcem Karlem byla silná a nakonec dosáhla v roce 1599 Zikmundovy detronizace. Na trůn pak nastoupil vévoda Karel jako Karel IX.

### Manželství, potomci
4. října roku 1562 se oženil ve Vilniusu, Litva, s polskou princeznou Kateřinou Jagellonskou, nejmladší dcerou Zikmunda I. Starého a Bony Sforzy, sestrou Anny Jagellonské. Z manželství se narodily tři děti:
- Alžběta (1564–1566), zvaná Isabela
- Zikmund III. Vasa (20. června 1566 – 30. dubna 1632), král polský, švédský a velkokníže litevský,
⚭ 1592 Anna Habsburská (16. srpna 1573 – 10. února 1598)
⚭ 1605 Konstance Habsburská (24. prosince 1588 – 10. července 1631)
- Anna (17. května 1568 – 26. února 1625), svobodná a bezdětná

Druhá jeho žena byla od roku 1584 Gunilla Bielke, s níž měl jednoho syna:
- Jan (18. dubna 1589 – 5. března 1618), vévoda z Östergötlandu, ⚭ 1612 Marie Alžběta Švédská (10. března 1596 – 7. srpna 1618)

Ze vztahu s Karin Hansdotter (1532–1596) měl čtyři další, nemanželské děti:
- Julius Gyllenhielm (1559–1581)
- Augustus (1557–1560)
- Sofia (1556–1583), manžel Pontus De la Gardie
- Lucretia (1560–1585)

## Odkaz
Jan III. měl velkou zálibu v umění a je znám jako monarcha, který ve Švédsku realizoval nejvíce uměleckých, především sakrálních staveb. Nechal přivést vynikající architekty a malíře z Německa a Nizozemska. V největší oblibě měl umění italské renesance.
K nejlepším dílům, jež nechal rekonstruovat, náleží sakrální stavby, které utrpěly požárem, jako je katedrály v Uppsale, Vasteråsu, Skara a Linköpingu. Restauroval katedrálu v Åbo ve Finsku a v Estonsku katedrálu v Revalu. Realizoval rekonstrukce kostelů i klášterů, jako klášter Vreta, Varnhem nebo Alvastra. Ve Stockholmu byly kompletně přestavěny staré kostely, jako kostel Riddarholmen, stockholmská katedrála, kostel sv. Kláry; současně plánoval stavbu kostelů nových, jako kostel sv. Trojice a kostel sv. Jakuba. V řadě případů se podoba kostela výrazně změnila.
V řadě hradů vybudoval kaple v gotickém stylu, např. ve Vadsteně a Kalmaru. Hrad ve Vadsteně změnil do renesanční podoby, jež přetrvala do dnešních dnů. Na žádost své manželky Kateřiny Jagellonské nařídil rekonstrukci Drottningholmského paláce (který již dnes svou původní podobu ztratil). Během jeho panování se realizovala přestavba řady hradů v celé zemi.